# Картография
Картографията (на гръцки: χάρτις – карта и γραφειν – пиша) е наука и приложна практика за създаване на карти и глобуси. Тя е една от основните техники, които се използват в географията и служи като основно средство за представяне на данни в много сродни науки, като демография, икономика и други.

## Карта
Карта се нарича всяко графично изобразяване на земната повърхност като умален модел, но задължително с мащаб, градусна мрежа и легенда. Без тези компоненти имаме само изображение, а не карта. На нея се изобразяват избрани обекти от постоянно променящата се земна повърхност така, както са били при изчертаване (или както си ги представя картографът). Картите са универсални средства за комуникация.
Старите карти дават много информация за това как е бил възприеман светът в миналото.

## Най-ранните карти
Най-старите известни карти са вавилонски глинени плочки, датирани отпреди 2300 г. пр. Хр. Картографията е развивана и в Древна Гърция, като концепцията за сферичната форма на Земята е известна на философите от времето на Аристотел. Гръцката и римската картография достигат своя връх при Клавдий Птолемей. Неговата „Карта на света“ изобразява Стария свят – тази част от земната повърхност, която по днешните ни представи се простира в Източното полукълбо от 60 градуса северна до 30 градуса южна ширина и обхваща Европа и части от Африка и Азия.
Мозаечната Мадабска карта от 6 век представлява най-древната карта на Близкия изток и Светите земи.
С развитието на мореплаването се натрупват все повече знания за различните земи и плавателните морета. Портоланите са морски карти, на които се изобразява с голяма точност бреговата линия и островите за целите на мореплаването. Мореплавател, който е оставил описания и карти не само на Средиземно море, но и на по-далечни земи и морета, е османският воин и пътешественик Пири Реис. Неговата карта, която се намира в истанбулския музей „Топкапъ“, изобразява целия басейн на Средиземно море, започвайки от пролива Дарданели, последван от историческа и географска информация за бреговете на Егейско море и островите му, бреговете на Адриатическо море, Западна Италия, Южна Франция и островите около бреговете на Източна Испания, изследвайки Африканските брегове, Палестина, Сирия, Кипър и бреговете на Мала Азия и стигайки до Мармарис.
С началото на Великите географски открития картата на света започва постепенно да придобива онези очертания, които познаваме днес. Първата запазена ръкописна карта от тази епоха е картата на Алберто Кантино от 1502, която съдържа информацията, получена при пътешествията на Христофор Колумб до Централна Америка, Гашпар Кортереал до Нюфаундленд, Васко да Гама до Индия и на Кабрал до Бразилия. На нея е изобразена и разделителната линия между владенията на кралство Кастилия и кралство Португалия по договора от Тордесиляс. Всъщност Кантино е италиански дипломатически агент в Лисабон, който копира картата без разрешение по поръчка на херцога на Ферара. Днес тя се съхранява в Модена.
Първият отпечатан „Атлас на света“ е изработен от фламандския математик, географ и картограф Герардус Меркатор. Той е отпечатан една година след смъртта му – 1595 г.

## В България
Първата българска карта е „Карта на сегашна Болгария, Тракия, Македония и на принадлежащите земли“, изработена от Александър Хаджирусет през 1843 г. въз основа на Генерална карта на Европейска Турция (1822) на френския картограф Лапи. Авторът сам я рисувал, писал и литографирал. Отпечатана е в Страсбург (1843 г.). Първият български глобус е изработен от Неофит Рилски през 1836 г. и върху него е изобразена еклиптиката. Той се съхранява в музея на Рилския манастир. Христо Г. Данов прави първия български атлас, който съдържа карти на континентите. Данов издава стенни карти до смъртта си през 1920 г.